# Prowincja Al-Wadi
Prowincja Al-Wadi (arab. ولاية الوادي) – jedna z 48 prowincji Algierii, znajdująca się w zachodniej części kraju.